# Ozodicera (Dihexaclonus) superarmata
Ozodicera (Dihexaclonus) superarmata is een tweevleugelige uit de familie langpootmuggen (Tipulidae). De soort komt voor in het Neotropisch gebied.